# Flughafen Bukarest Henri Coandă

i8
i11
i13
Der Flughafen Bukarest Henri Coandă (rumänisch Aeroportul Internațional Henri Coandă București, IATA-Code: OTP, ICAO-Code: LROP), früher Flughafen Bukarest-Otopeni, ist der größere der beiden internationalen Verkehrsflughäfen der rumänischen Hauptstadt Bukarest (IATA-Code BUH für beide) und der wichtigste Flughafen des Landes. Beide Flughäfen befinden sich nördlich von Bukarest, Flughafen Bukarest-Băneasa – Aurel Vlaicu (BBU) ist älter, näher an der Stadt, und hat nur eine Start- und Landebahn. Der neuere Flughafen mit zwei Bahnen befindet sich bei der Kleinstadt Otopeni und dient als Drehkreuz für die rumänische staatliche Fluggesellschaft TAROM.

## Geschichte
Der Flughafen geht auf einen 1940 eröffneten Militärflugplatz zurück, der im Frühjahr 1941 als Zwischenlandeplatz der deutschen Luftwaffe im Rahmen des Balkanfeldzugs der Wehrmacht diente. Der Flugplatz wurde 1943 ausgebaut und wurde ein Stützpunkt deutscher Abfangjäger gegen alliierte Bomber. Länger hier stationierte Staffeln waren von Mai 1943 bis August 1944 die Bf 110 der 10. und 12. Staffel des Nachtjagdgeschwaders 6 (10. und 12./NJG 6) sowie von Dezember 1943 bis August 1944 die 2. Staffel des Nachtjagdgeschwaders 100 (2./NJG 100). Der Flugplatz wurde am 4. April und 26. August 1944 Ziel von Bombenangriffen der Fifteenth Air Force der United States Army Air Forces.
Nach Ende des Zweiten Weltkriegs übernahm die rumänische Luftwaffe die Start- und Landebahn, die noch 1944 auf 1200 Meter verlängert worden war. Sie unterhält hier bis heute den Fliegerhorst 90. Ab 1965 wurde am Umbau des Militärflugplatzes zu einem zivilen Flughafen gearbeitet. Dazu wurde die Bahn 08/26 auf 3500 Meter verlängert und ab 1968 erste internationale Flüge abgewickelt. Das Terminal für bis zu 1,2 Millionen Passagiere wurde am 13. April 1970 eröffnet und dient bis heute als internationales Ankunftsterminal. 1987 wurde die in einem Abstand von nur 1100 Metern errichtete Parallelbahn 08L/26R in Betrieb genommen.
Im Mai 2004 wurde der Flughafen nach dem Flugpionier und Entwickler Henri Coandă benannt. Im März 2011 wurde ein neuer Fingerdock in Betrieb genommen.
Im April 2012 zogen alle Linienflüge, die bisher auf dem kleineren Flughafen Băneasa abgefertigt wurden, nach Otopeni um, da Băneasa ab diesem Datum ausschließlich dem Geschäftsreiseverkehr dient.
2017 verzeichnete der Flughafen 12,802 Millionen Passagiere.

## Statistiken

### Passagiere
Im Jahr 2018 wurden 13.824.830 Passagiere abgefertigt, was einem Anstieg von 7,95 % gegenüber 2017 entspricht. Im Jahr 2018 wurden am Flughafen 13,8 Millionen Passagiere (63,3 % der Gesamtzahl der von rumänischen Flughäfen beförderten Passagiere) und 39.534 Tonnen Fracht (81,4 % der Gesamtmenge der von rumänischen Flughäfen abgefertigten Fracht) abgefertigt.

## Abfertigungsgebäude

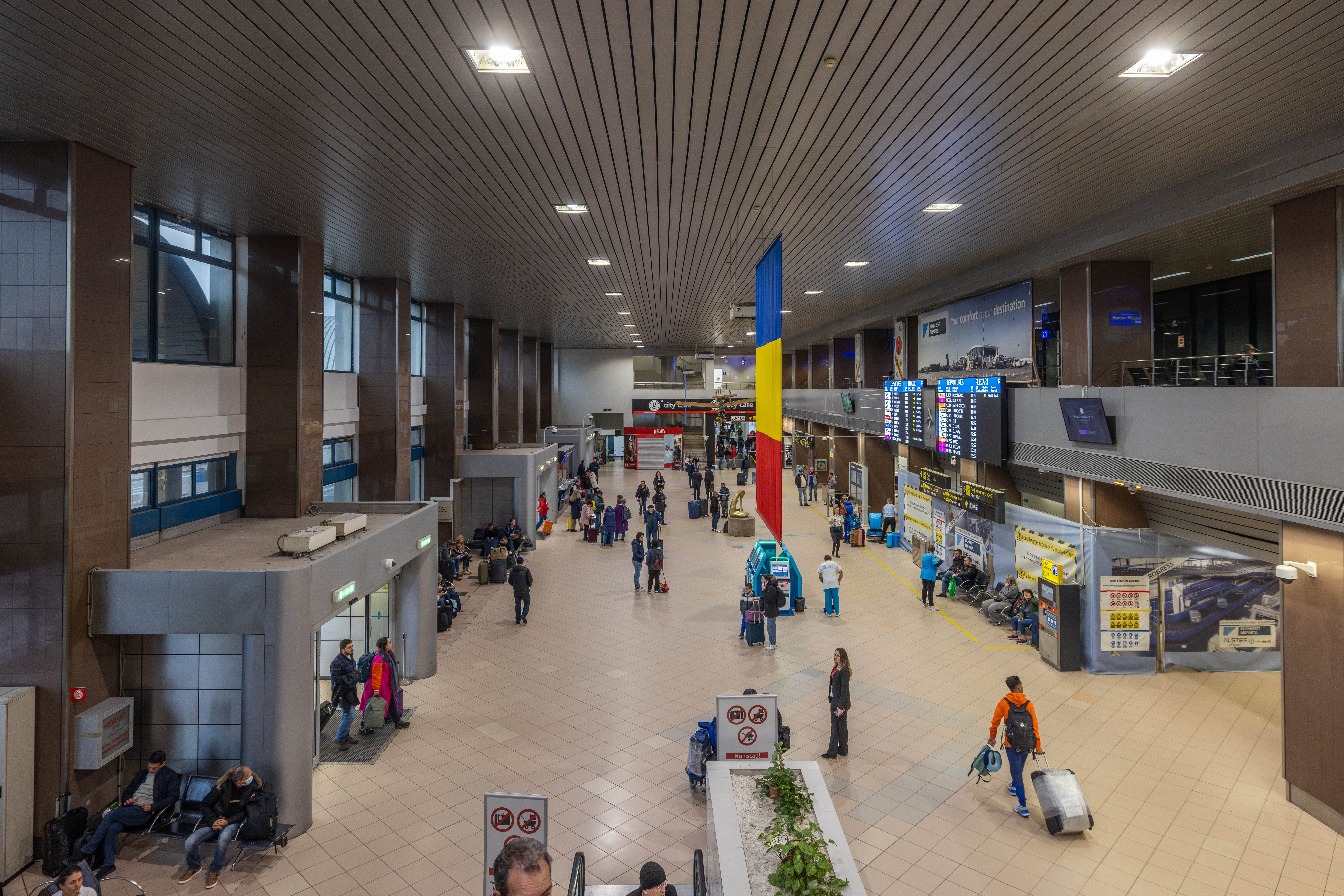
Innenansicht des Terminals

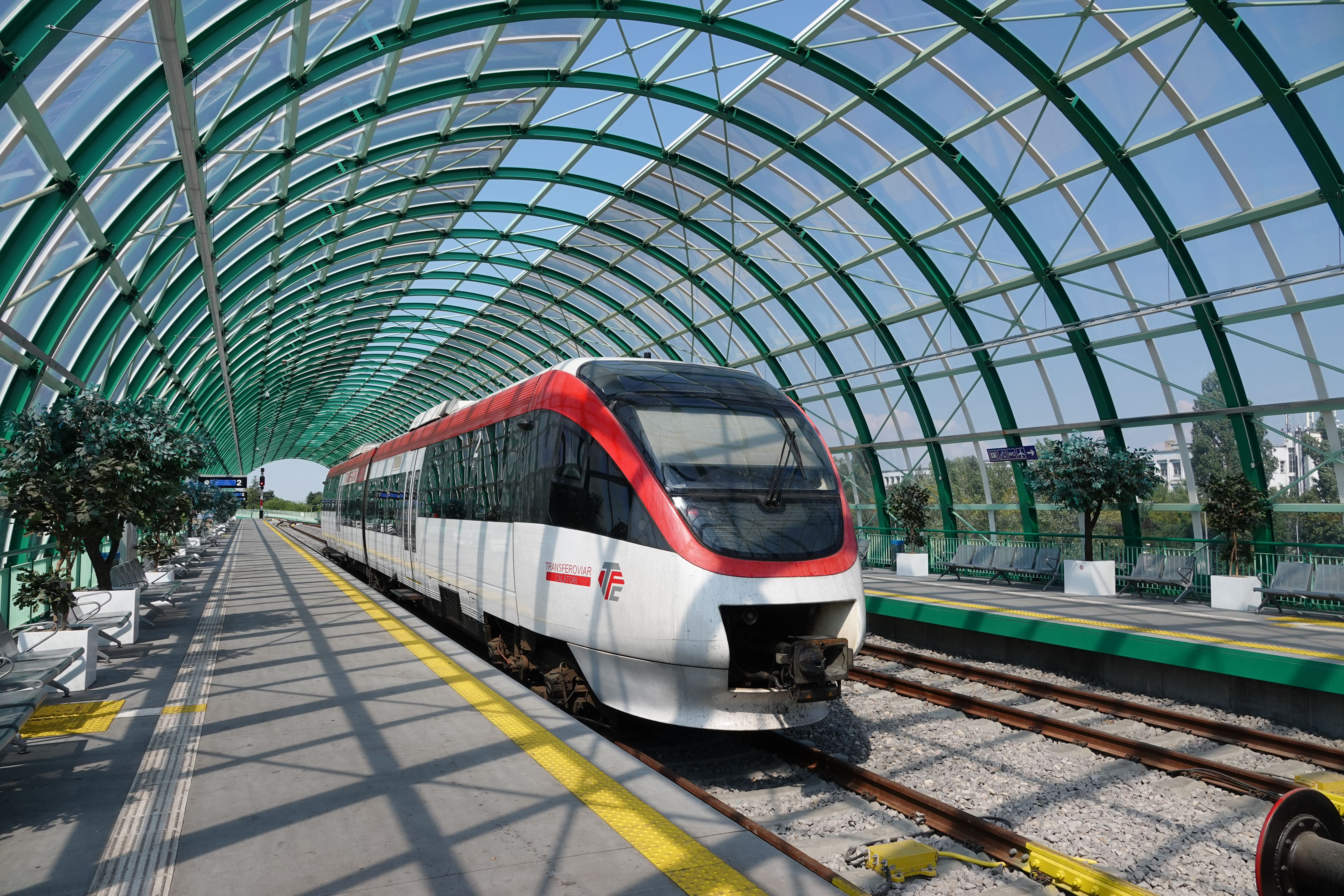
TFC-Zug im Flughafenbahnhof OTP (2022)

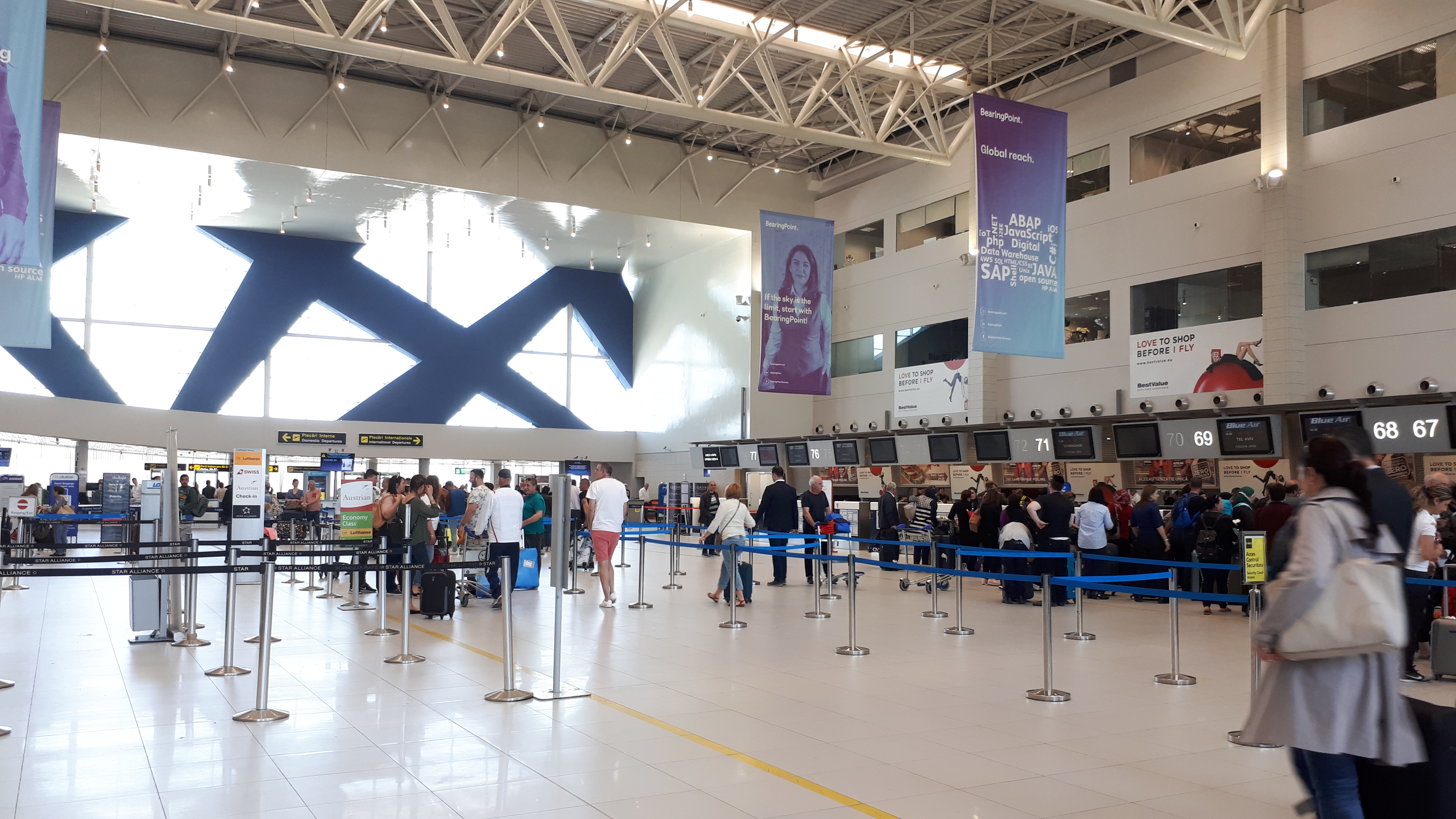
Die neuere Check-in-Halle (2018)

Der Flughafen verfügt über ein Terminal für alle Inlandsverbindungen und internationale Flüge. Es besitzt 24 Gates, von denen 14 mit Fluggastbrücken ausgestattet sind. Darüber hinaus stehen Flugreisenden drei Business Class lounges sowie drei V.I.P. lounges zur Verfügung.

## Fluggesellschaften und Ziele

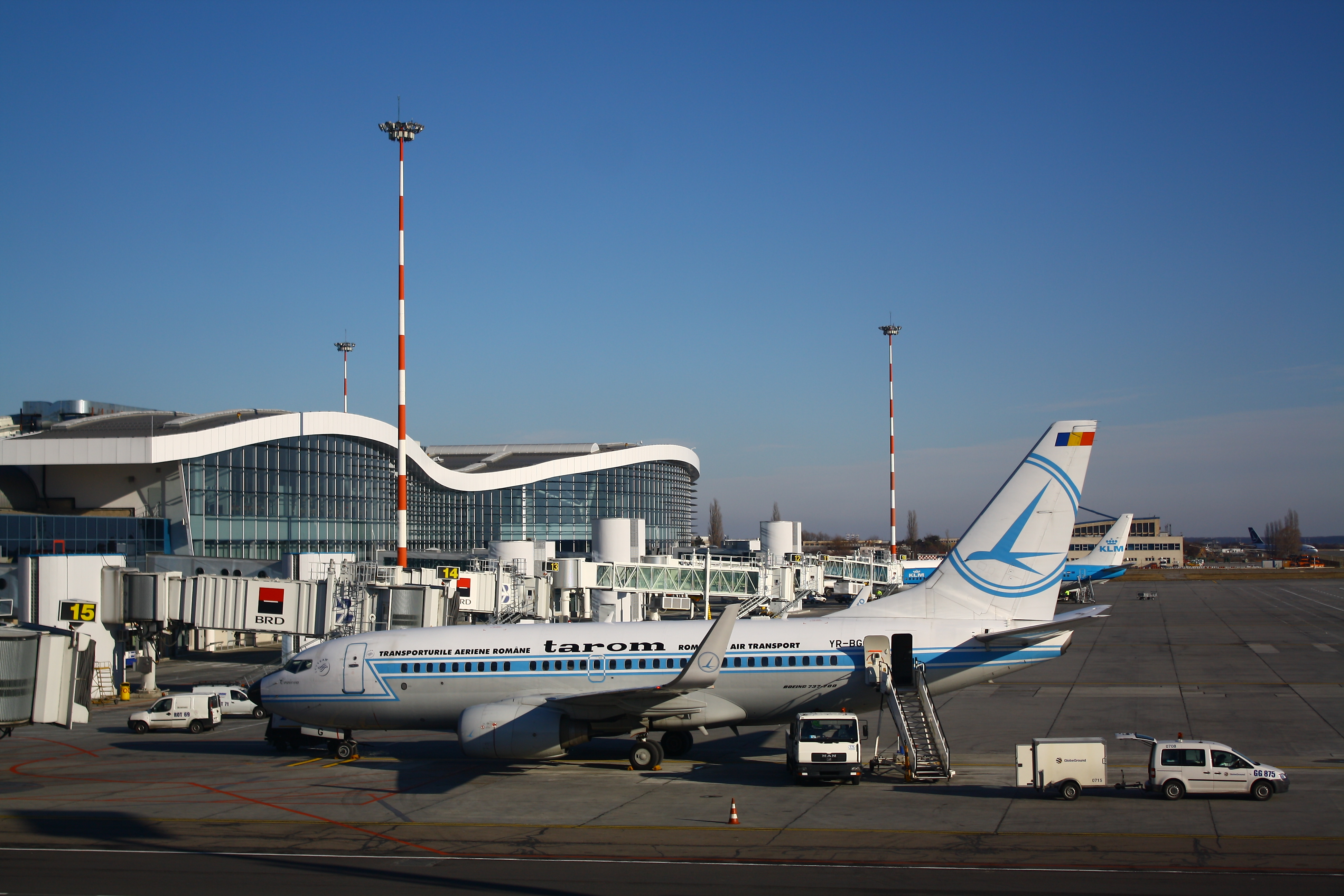
Eine Boeing von TAROM an einer Fluggastbrücke

Bukarest Henri Coandă ist der Heimatflughafen der einheimischen TAROM, die auch die aktivste Fluggesellschaft am Flughafen ist. Sie führt innereuropäische und nationale Flüge durch.
Die Charterfluggesellschaft Air Bucharest betreibt wie auch die ungarische Wizz Air und die irische Ryanair eine Basis an dem Flughafen. Außerdem operieren verschiedene andere europäische Fluggesellschaften.

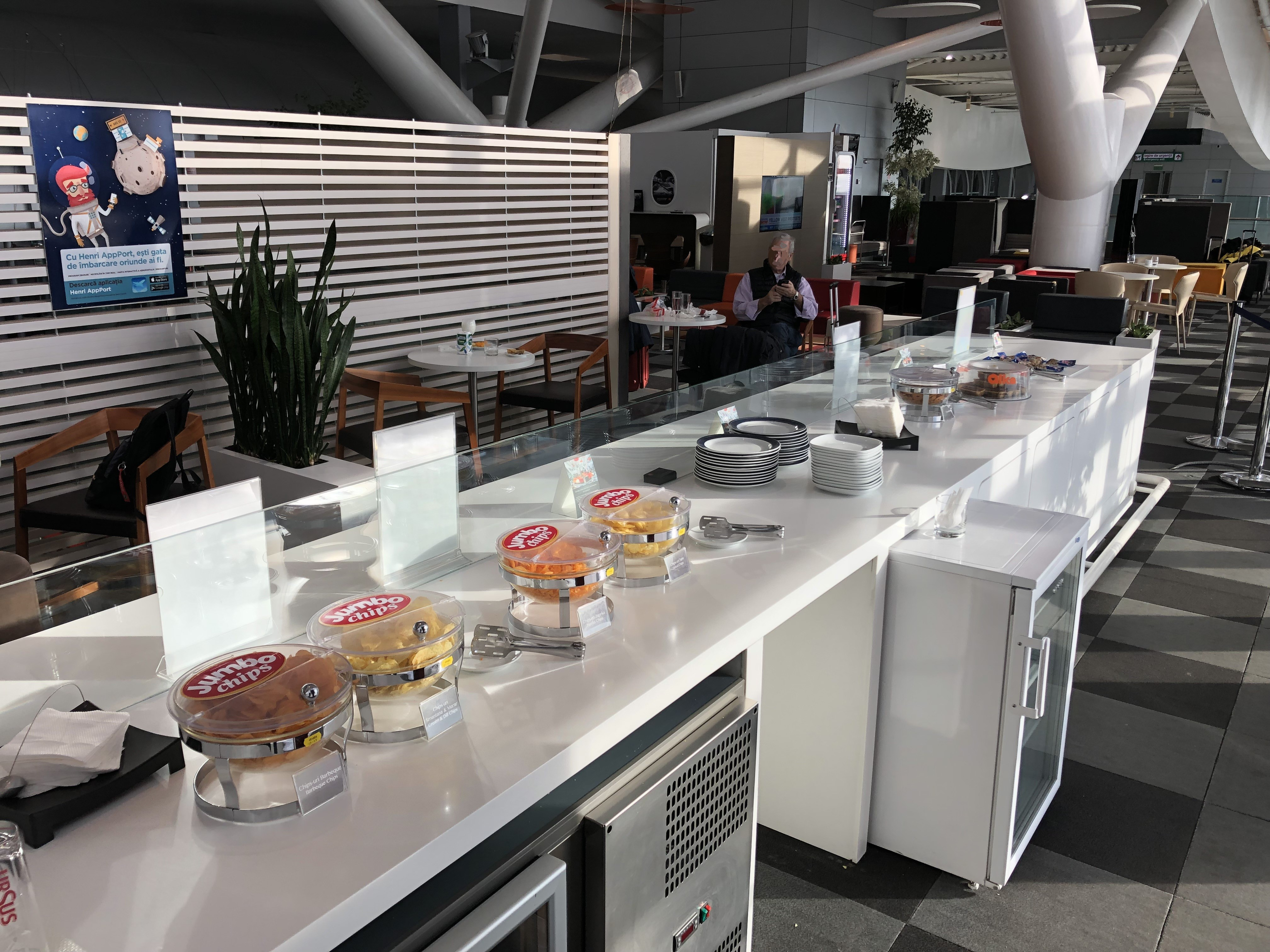
Business Class lounge am Flughafen in Bukarest

Interkontinentalverbindungen bestehen nur ins nördliche Afrika (z. B. Tunesien) und in den Nahen Osten. Eine Verbindung nach Nordamerika (New York) wurde im Jahr 2008 von Delta Airlines angeboten, aber einige Monate nach Beginn wieder eingestellt.

## Verkehrsanbindung
Bahn: Am 13. Dezember 2020 wurde eine direkte Zugverbindung vom Flughafenbahnhof, der 100 Meter westlich des Terminals liegt, zum Hauptbahnhof Gara de Nord (Bukarest Nord) in Betrieb genommen. Die Züge verkehren rund um die Uhr sieben Tage die Woche alle 40 Minuten. Die Fahrzeit beträgt 20 Minuten und die einfache Fahrt kostet 5 Lei, etwa 1 Euro. Die Linie wird von den Betreibern CFR Călători und Transferoviar Călători bedient. Die Stichstrecke ist eingleisig und nicht elektrifiziert.
Bus: Seit der Eröffnung der Eisenbahnstrecke wurden die zuvor existierenden Schnellbuslinien (zuletzt 780), für die ein abweichender Tarif existierte, eingestellt. Stattdessen wurde eine Buslinie 100 neu eingeführt, die zum Normaltarif genutzt werden kann, aber trotzdem ähnlich wenige  Haltestellen wie der ehemalige Expressbusses bedient. Busse verkehren Montag bis Freitag, 5 bis 22:30 alle 15 Minuten, Samstag und Sonntag 5 bis 23 Uhr alle 20 Minuten, außerhalb dieser Zeiten wird (auch nachts) alle 30 Minuten gefahren. Diese Buslinie wird mit Gelenkbussen bedient.
PKW: Der Flughafen liegt 20 Kilometer nördlich der Innenstadt. Die Nationalstraße DN1 führt dorthin. Die 2012 eröffnete Autobahn A3 verläuft einige Kilometer östlich vom Flughafen, ohne über einen direkten Anschluss zu verfügen.
Taxi: Vom Flughafen aus gelten Taxi-Festpreise einer Gesellschaft („Fly“) in die Innenstadt. Es bieten auch andere Taxis ihre Dienste an, diese sind allerdings in der Regel deutlich teurer oder nehmen Festpreise. Die in den Verhandlungen mit den Taxifahrern genannten Preise sind in der Regel Euro-Beträge.

## Zwischenfälle
Im Bereich des  Flughafens Bukarest-Otopeni/-Henri Coanda kam es von 1971 bis Dezember 2018 zu acht Totalverlusten von Flugzeugen. Bei zwei davon kamen 65 Menschen ums Leben.
- Am 9. Februar 1989 starben fünf Menschen beim Unfall einer Tupolew Tu-154 der TAROM (Luftfahrzeugkennzeichen YR-TPJ).

- Am 31. März 1995 stürzte ein Airbus A310-300 der TAROM (YR-LCC) in der Nähe von Balotești auf dem Weg von Bukarest nach Brüssel kurz nach dem Start ab. Alle 60 Insassen starben. Im Abschlussbericht der Flugunfallermittler wurden die Bewusstlosigkeit des Kapitäns, den von ihm ausgelösten asymmetrischen Schub und das Unvermögen des Ersten Offiziers, die Folgen der ersten beiden Faktoren auszugleichen als Unfallfaktoren festgestellt (siehe auch TAROM-Flug 371).[17]

- Am 30. Dezember 2007 kollidierte eine Boeing 737-300 der TAROM (YR-BGC) in Bukarest während des Startlaufs in dichtem Nebel mit einem auf der Startbahn zurückgelassenen Baufahrzeug. Die Maschine wurde irreparabel beschädigt, unter den 123 Insassen gab es jedoch keine Todesopfer.[18]